# Máis Galiza
Máis Galiza (+G), abans anomenada Máis BNG o +BNG, fou un partit polític, creat originalment com a corrent interna del Bloc Nacionalista Gallec en 2009 i del que es va escindir en 2012. La seva creació es va dur a terme per independents del BNG i membres del Col·lectiu Socialista, Partit Nacionalista Gallec-Partit Galleguista, Esquerda Nacionalista i Inzar en un congrés realitzat al març de 2012. Al juny d'aquest any es va integrar en Compromiso por Galicia, en el congrés constituent del qual es van dissoldre els partits interns per fundar una organització única de militància individual.
Entre els seus membres més destacats han figurat Anxo Quintana, Carlos Aymerich, Teresa Táboas, Luís Barcia, Manuel Antelo, Santi Domínguez, Xoán Bascuas i Antón Reixa. La seva branca juvenil es va constituir el 13 de novembre de 2010 amb el nom de Mocidade Nacionalista Galega.

## Història
El corrent sorgeix a la primavera de 2009, i s'hi agrupen militants del BNG, que després de la dissolució del govern bipartit del PSdG i el BNG després de les eleccions al Parlament de l'1 de març de 2009, pretenen escometre una renovació profunda del discurs i de l'acció política del BNG, així com ampliar la base social del BNG.
En l'Assemblea Nacional Extraordinària celebrada pel BNG el 10 de maig de 2009, +BNG va presentar una llista al Consello Nacional encapçalada per Carlos Aymerich, diputat pel BNG al Parlament de Galícia i ex-diputat en el Congrés, que va obtenir finalment 18 representants dels 50 totals. Així mateix, en l'elecció de l'Executiva Nacional, la llista encapçalada per Carlos Aymerich i afavorida per +BNG va obtenir 969 vots (44,9%) i 7 representants, enfront dels 1.189 vots (55,1%) i 8 representants que va obtenir la llista promoguda per UPG i encapçalada per Guillerme Vázquez, qui serà escollit finalment com a portaveu del BNG.
Al juliol de 2009, Máis Galiza fa la seva presentació pública i acorda aprofundir en la renovació del BNG amb un discurs, en la seva opinió, actualitzat a la realitat de la societat gallega del segle XXI a partir de l'experiència adquirida pels nacionalistes al Govern gallec entre 2005 i 2009 i als ajuntaments, desenvolupant un treball polític orientat a incrementar la presència del Bloc Nacionalista Gallec en la societat gallega i a definir un missatge polític al seu entendre més atractiu que el que actualment mostra el BNG, sustentat en la concepció de Galícia com una nació i en el caràcter transformador del nacionalisme gallec. El 21 de novembre del 2009 es va constituir definitivament com a corrent dins del BNG.
El seu plantejament polítics aspiren a centrar-se a incrementar el benestar i la qualitat de vida de les majories socials de Galícia, a aconseguir la plena normalització de la llengua i de la cultura gallega i a generar desenvolupament basat en el creixement econòmic amb polítiques de redistribució, en la conservació del medi ambient i en el progrés social.
Durant la XI Assemblea Nacional de Galiza Nova, la branca juvenil de +G va presentar una ponència anomenada Entre tots, Galiza Nova posant com a referents per a Galícia "les democràcies escandinaves". Enfront d'aquesta proposta, l'Assemblea va escollir finalment la presentada per la Unión da Mocidade Galega, que assenyalava els règims polítics vigents en Cuba, Veneçuela, Bolívia i l'Equador com a models polítics a aplicar a Galícia.
Els dies 28 i 29 de gener de 2012 es va celebrar en Santiago de Compostel·la la XIII Assemblea Nacional del BNG, en la qual es va escollir la direcció del partit, així com el seu portaveu nacional i el seu candidat a la Junta. Es van presentar tres llistes: Alternativa pola Unidade (ApU), amb el suport de Unión do Povo Galego i amb Guillerme Vázquez para portaveu i Francisco Jorquera per a candidat; una llista encapçalada per Máis Galiza i Encontro Irmandiño (+G-EI), amb el suport de Col·lectiu Socialista, Partit Nacionalista Gallec-Partit Galleguista, Esquerda Nacionalista, Inzar, Unidade Galega i Espazo Socialista Galego, amb Xosé Manuel Beiras para portaveu i Carlos Aymerich per a candidat; i una llista de Movemento Galego ao Socialismo, encapçalada per Rafael Vilar. Finalment Guillerme Vázquez va resultar reelegit portaveu nacional amb 2.123 vots davant Xosé Manuel Beiras, amb 1.823 vots; i Francisco Jorquera candidat a la presidència de la Xunta amb 2.338 (53%) enfront dels 2.043 vots (46%) aconseguits per Carlos Aymerich. L'Executiva del partit es va formar amb 7 membres d'ApU, 7 de +G-EI i 1 de MGS; així mateix, la votació del Consello Nacional va donar 2.164 suports (48%) per a ApU, 2.026 (45%) per a +G-EI i 248 (5%) per MGS.
Després de d'aquesta assemblea, a causa de les discrepàncies ideològiques sobre les tesis polítiques aprovades, partits com Encontro Irmandiño y Esquerda Nacionalista decidiren abandonar el Bloc Nacionalista. El corrent Máis Galiza, la segona força més votada després d'UPG, i el Partido Nacionalista Galego-Partido Galeguista anunciaren assemblees pròpies per a decidir la seva continuïtat.
Així, finalment l'11 de març de 2012 Máis Galiza va decidir en Assemblea, amb un 69% dels vots a favor, constituir-se en partit polític i abandonar el BNG. Xoán Bascuas va resultar escollit Secretari Xeral de la formació i van ser aprovats uns nous estatuts i document polític. No obstant això, el seu cap fins llavors Carlos Aymerich va anunciar la seva continuïtat en el BNG, així com previsiblement el 29% de l'assemblea favorable. Entre els que s'oposaren a l'escissió hi havia dirigents histórics del nacionalisme gallec com l'antic líder d'Unidade Galega Camilo Nogueira Román o Xesús Veiga Buxán d'Inzar. Malgrat l'escissió, la major part dels càrrecs electes de Máis Galiza, és a dir, 11 alcaldes, diversos regidors i els 4 diputats autonòmics, optaren per no abandonar el BNG.
Al maig de 2012, Máis Galiza s'integra al costat dels partits Acción Galega i Espazo Ecosocialista Galego en una plataforma conjunta denominada Compromiso por Galicia, amb vista a formar un referent nacionalista gallec alternatiu que aglutini un espectre ideològic des del centre progressista a la socialdemocràcia i l'esquerra ecologista.